# Aston Manor Cricket Club
Aston Manor Cricket Club är en brittisk cricketklubb i Perry Barr, Birmingham, England. Klubben grundades 1903.